# Berry (певица)
Эли́з Потье́ (фр. Élise Pottier, род. 19 февраля 1978), более известная под сценическим псевдонимом Berry — французская певица и автор песен. В прошлом была актрисой театра и кино.

## Биография
Художественный дебют Элиз Потье состоялся в 16 лет в комедии. Играла в многочисленных спектаклях, в том числе в «Учёных женщинах» Мольера в постановке Беатрис Аженен. Параллельно выступала в клубах, где познакомилась с джазовым композитором и пианистом Manou, который стал автором музыки к её альбомам. С приходом гитариста, Лионеля Дюдоньона, сформировался коллектив Berry. Им удалось добиться прослушивания и подписания контракта с Universal Music. Позднее к группе присоединилось ещё несколько музыкантов.
Дебютный альбом «Mademoiselle», вышедший 25 февраля 2008 года, стал золотым и достиг 34-го места в чартах Франции и 46-го — в чартах Бельгии. Песни Le Bonheur, Demain и Mademoiselle были выпущены в виде синглов. Также он был номинирован на премию Victoires de la Musique в номинации Album Révélation de l'Année. В поддержку альбома было проведено около двухсот концертов во Франции и за рубежом.
Второй альбом «Les passagers» вышел в 2012 году и достиг 46-го места в чартах Франции.
Лёгкий, романтический характер песен Berry сравнивают с исполнением Франсуазы Арди.
Berry — дочь французской певицы Кристин Отьер.

## Дискография
Студийные альбомы:
- 2008 — Mademoiselle[5][8]

| №   | Название                                               | Длительность |
| --- | ------------------------------------------------------ | ------------ |
| 1.  | «Mademoiselle»                                         | 2:54         |
| 2.  | «Le Bonheur»                                           | 3:20         |
| 3.  | «Las Vegas»                                            | 4:37         |
| 4.  | «Belle Comme Tout»                                     | 3:48         |
| 5.  | «Enfant De Salaud»                                     | 2:58         |
| 6.  | «Love Affair»                                          | 3:27         |
| 7.  | «Plus Loin»                                            | 4:56         |
| 8.  | «Demain»                                               | 2:48         |
| 9.  | «Inutile»                                              | 2:44         |
| 10. | «Chéri» (На стихотворение П. Верлена)                  | 3:54         |
| 11. | «Les Heures Bleues» (11a. На стихотворение П. Верлена) | 3:46         |
| 12. | «Mon Automobile» (11b. Скрытый трек)                   | 4:26         |
| 13. | «Nos équivoques» (Deluxe Edition)                      | 4:03         |
| 14. | «La chanson d'Hélène» (c Daniel Darc. Deluxe Edition)  | 3:37         |
| 15. | «Capri» (Deluxe Edition)                               | 2:48         |
| 16. | «La tendresse» (Deluxe Edition)                        | 2:48         |

- 2012 — Les passagers[9]

Вся музыка написана Manou.
| №   | Название                        | Текст песни               | Длительность |
| --- | ------------------------------- | ------------------------- | ------------ |
| 1.  | «Si Souvent»                    | Berry                     | 3:47         |
| 2.  | «Les Passagers»                 | Daniel Darc               | 2:55         |
| 3.  | «Non Ne Le Dis Plus»            | Berry                     | 3:07         |
| 4.  | «Brune»                         | Berry                     | 3:53         |
| 5.  | «Les Mouchoirs Blancs»          | Berry                     | 3:48         |
| 6.  | «Si C'est La Vie»               | Berry                     | 3:52         |
| 7.  | «Like A River»                  | Troy Von Balthazar, Berry | 4:13         |
| 8.  | «Ce Matin»                      | Berry                     | 1:44         |
| 9.  | «Claquer Dans Les Doigts»       | Berry                     | 3:59         |
| 10. | «For Ever»                      | Berry                     | 3:40         |
| 11. | «Partir Léger»                  | Berry                     | 3:34         |
| 12. | «Voir Du Pays»                  | Berry                     | 2:45         |
| 13. | «Ce Matin» (оркестровая версия) |                           | 3:51         |

## Фильмография
- 2003 — «Комиссар Мулен» (сериал)
- 2005 — «Кордье — стражи порядка» (сериал)
- 2006 — «Алис Невер» (сериал)
- 2011 — «Все наши желания»[10][11]